# مجتمع معدنی و صنعت آهن و فولاد بافق
طرح فولاد بافق، از پروژه‌های عظیم فولادی ایران با هدف اجرای کامل زنجیره فولاد در کنار معدن آهن چغارت، در راستای سیاست‌های کلی اصل 44 قانون اساسی در سال 1390 به بخش خصوصی واگذارگردید و با نام مجتمع معدنی و صنعت آهن و فولاد بافق زیر مجموعه‌ی هلدینگ یاران آغاز به فعالیت نمود. این مجموعه در نخستين گام در اسفند 1394 کارخانه‌ی نورد میلگرد خود را با ظرفیت تولید 550 هزارتن در شهرستان بافق استان یزد راه‌اندازی کرد. 

## واحدهای تولیدی فولاد بافق یزد

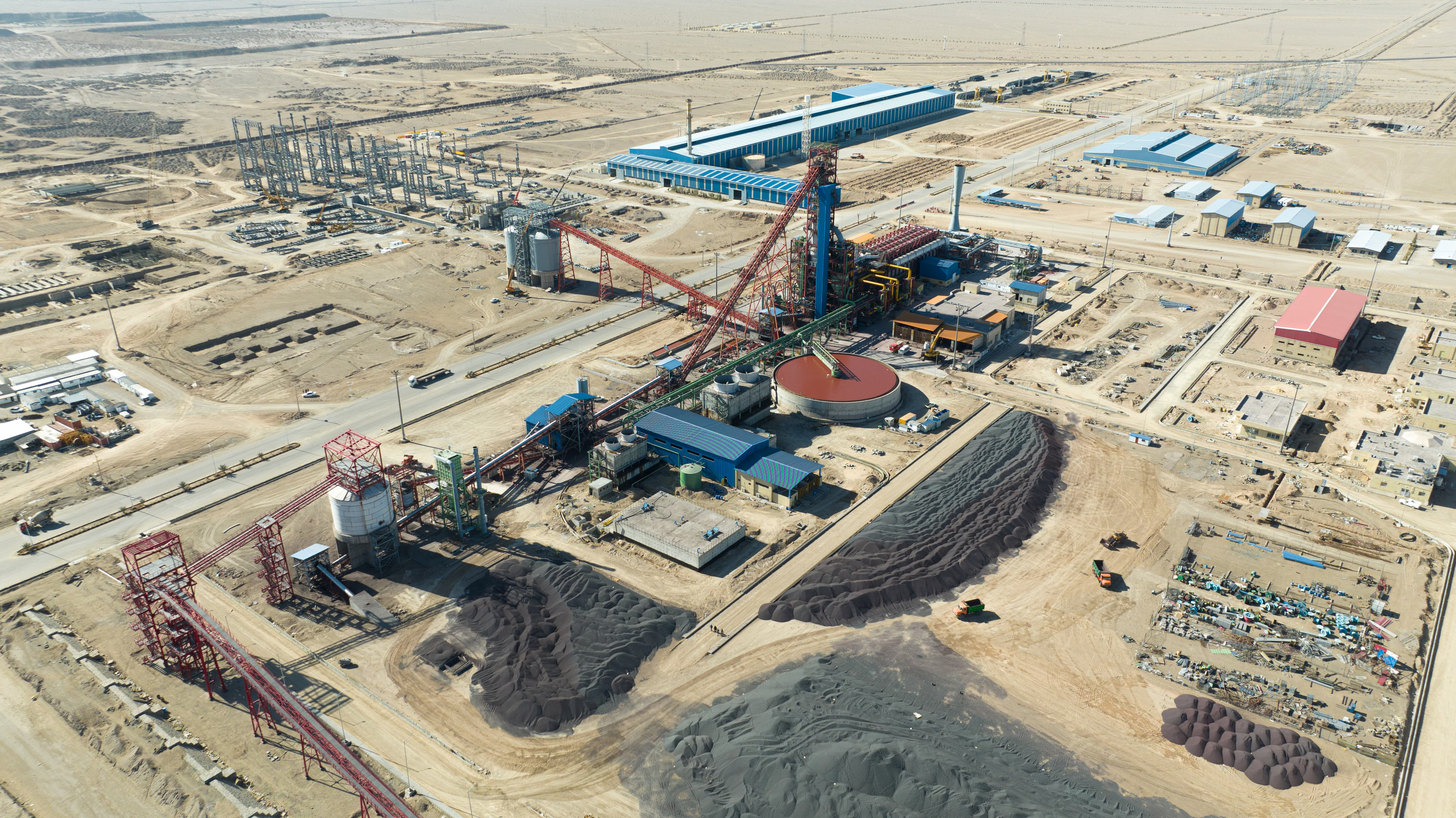
مجتمع فولاد بافق یزد

### واحد نورد میلگرد با ظرفیت 550 هزار تن میلگرد ساده و آجدار در سال
نورد گرم میلگرد یا به اختصار نورد میلگرد، فرایندی است که در آن شمش فولادی را تا نرم شوندگی حرارت می‌دهند و سپس از غلطک‌هایی می‌گذرانند تا طی چند مرحله به سطح مقطع دایره و قطر مناسب برسد. پس از آن میلگرد وارد مرحله‌ی آجزنی می‌شود و بنابر استاندارد تولیدی آن، الگوی مرتبط آج بر روی آن نقش می‌بندد. این میلگرد بعد از طی کردن فرایند خنک ‌کاری قابل مصرف خواهدبود.
در نخستين گام توليد محصولات فولادی مجتمع فولاد بافق، کارخانه نورد میلگرد اين مجموعه در اسفند 1394 با ظرفیت تولید 550 هزار تن در سال افتتاح گرديد. 

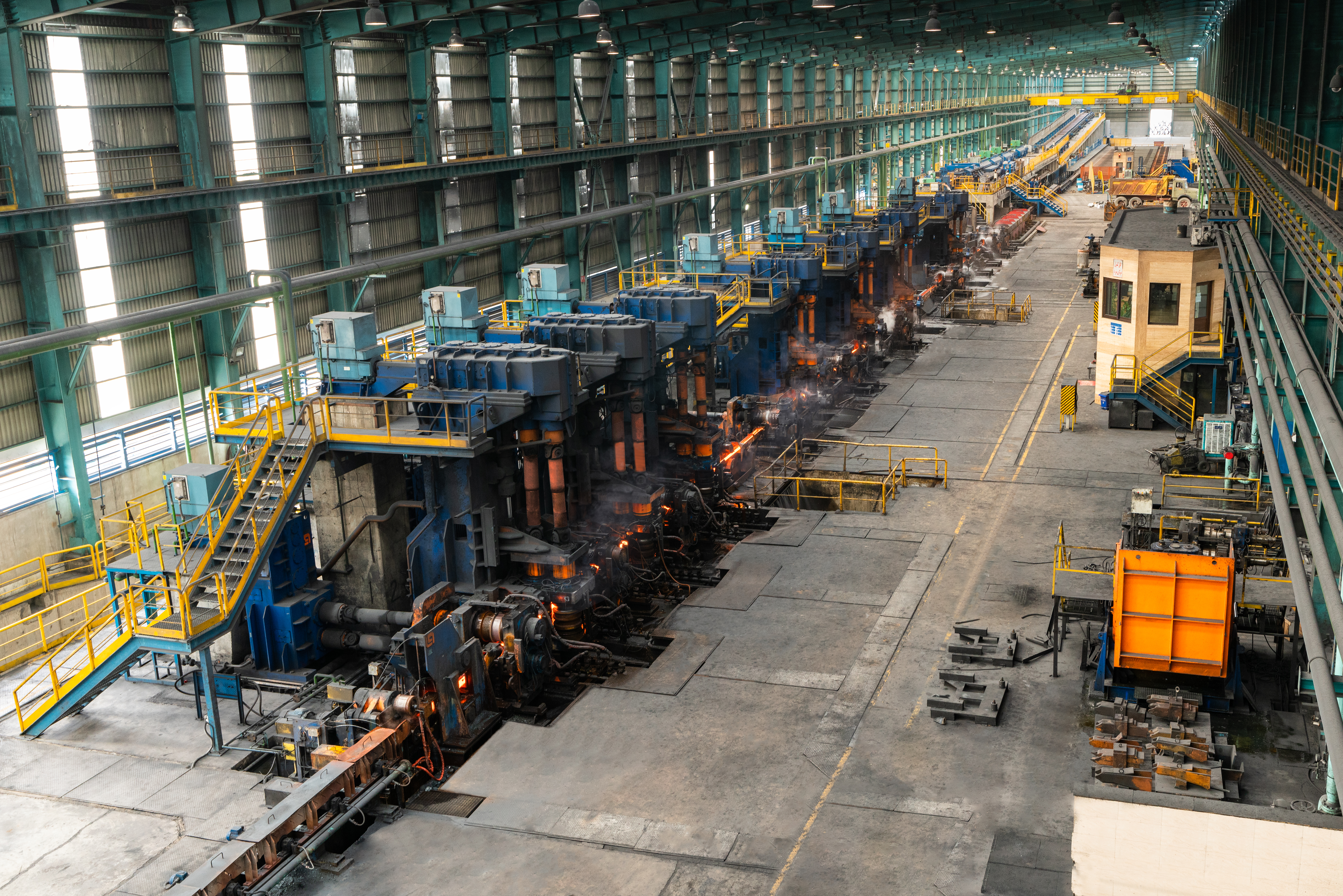
خط نورد میلگرد و کلاف فولاد بافق

#### خط نورد کلاف[۳]
این پروژه از طرحهای توسعه ای خط نورد می باشد که ابتدای سال 1401 به بهره برداری رسید. روش تولید آن تکنولوژی منوبلوک هاربین و بسته بندی ساندبریستا و محصول تولیدی انواع کلافهای ساختمانی، صنعتی و آلیاژی. این واحد در دی ماه سال 1401 با حضور رئیس جمهور افتتاح گردید.  

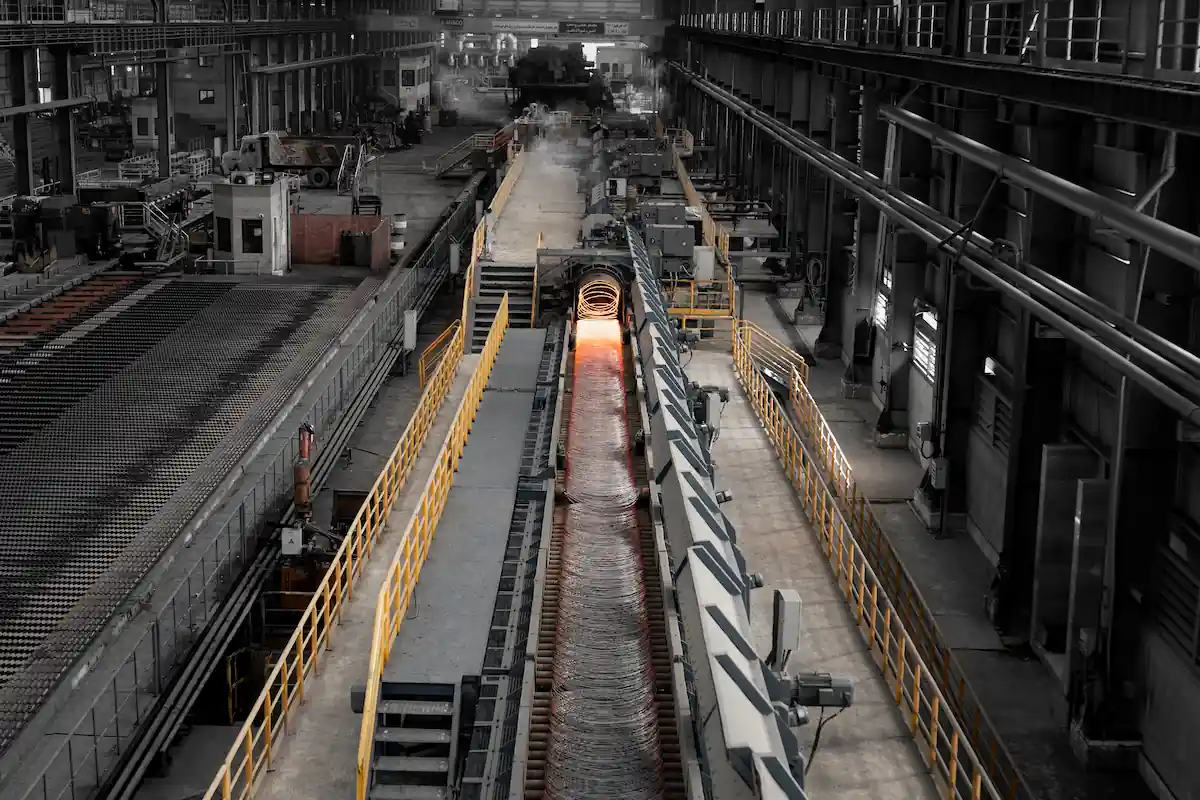
خط نورد میلگرد و کلاف فولاد بافق

### واحداحیاء مستقیمبا ظرفیت 800 هزار تن در سال[۶]

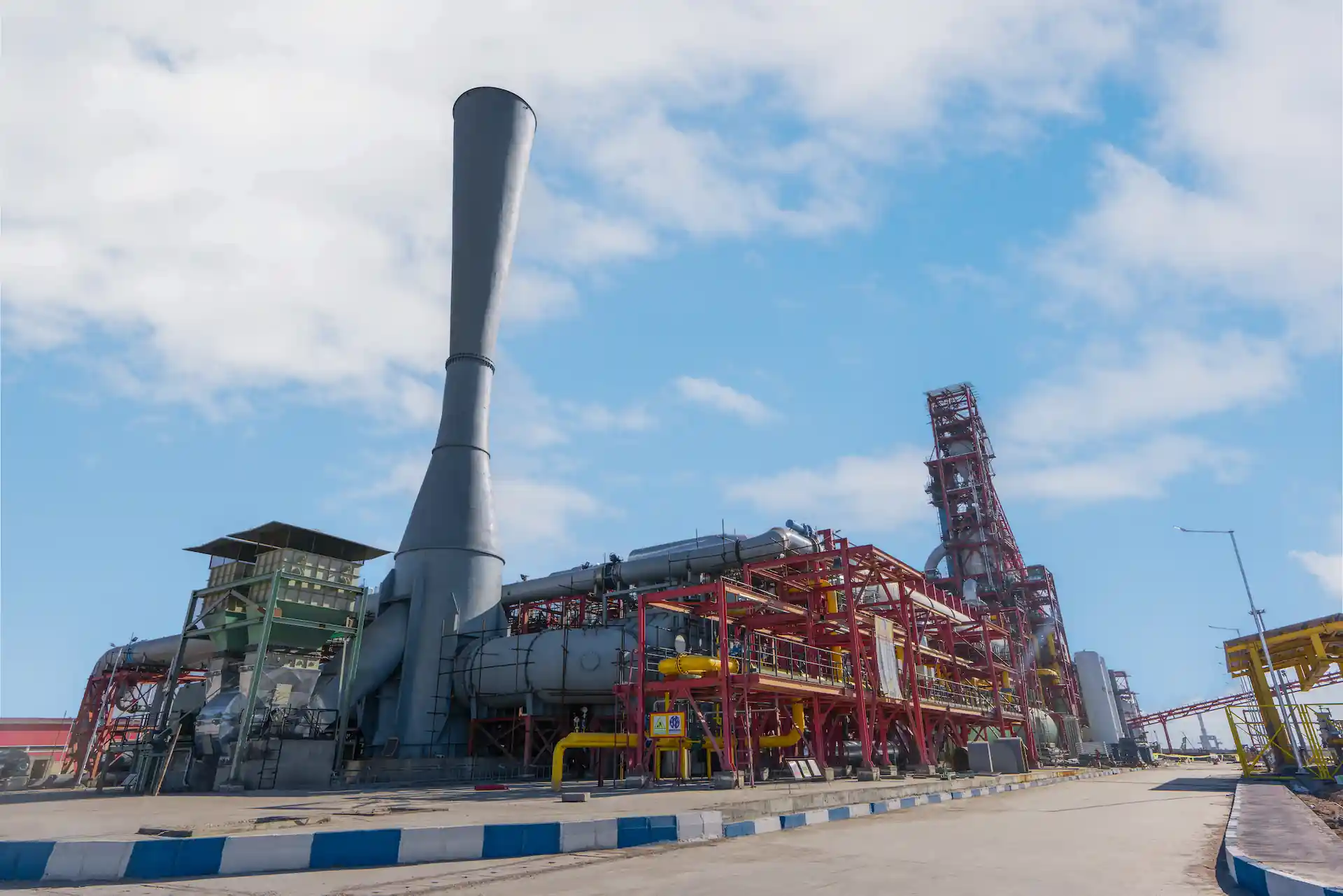
واحد احیای مستقیم فولاد بافق

واحد احیاء در واقع یکی از بخش های میانی فرآیند تولید فولاد محسوب می شود که از اهمیت ویژه ای برخوردار است. در این واحد با تکیه بر روش میدرکس از گندله‌ی سنگ آهن، آهن اسفنجی حاصل می‌شود.
در این روش گندله‌های سنگ آهن با گازهای احیاکننده‌ی حاصل از گاز طبیعی، در کوره‌ی استوانه‌ای احیا می گردند و به آهن اسفنجی تبدیل می‌شوند.
آهن اسفنجی تولیدی نیز جهت شارژ به کوره های قوس الکتریکی بخش فولادسازی ارسال خواهدشد. 
کارخانه احیا مستقیم فولاد بافق در دی ماه 1401 با حضور ابراهیم رئیسی، رئیس جمهور افتتاح شد. برای ساخت کارخانه احیای مستقیم فولاد بافق، نزدیک به ۱۲۵ میلیون یورو، معادل بیش از پنج هزار میلیارد تومان، هزینه شده و قابلیت تولید هر سال ۲ و نیم میلیون تن آهن اسفنجی در طرح توسعه آن دیده شده است.  

### واحدفولادسازی(ذوب) با ظرفیت تولید 1 میلیون تن در سال[۹]
تولید شمش فولادی به روش قوس الکتریکی، فرایندی است که در آن آهن اسفنجی و سایر افزودنی‌ها در کوره‌ی قوس الکتریکی ریخته و ذوب می‌شوند. پس از سرباره‌گیری، فولاد مذاب به واحد ریخته‌گری فرستاده می‌شود تا در آن جا قالب‌گیری شده و پس طی مرحله خنک سازی به شمش فولادی تبدیل گردد.
کیفیت بالای شمش فولادی در تولید محصولات حاصل از آن بسیار موثر است.

### واحد گندله سازی با ظرفیت 5 میلیون تن در سال (در حال احداث)[۱۰]
گُندله به معنای گلوله‌های تولید شده از نرمه‌ی سنگ آهن و سایر مواد افزودنی است که پخته شده و سخت می‌گردد و برای تولید آهن اسفنجی در روش احیای مستقیم به‌کار می‌رود.
بررسی‌ها و مذاکرات نخستین برای احداث این واحد صنعتی انجام ‌گرفته است.

### پست برق[۱۱]
پست برق نخلستان که تغذیه کننده پست فولاد بافق است با ظرفیت تولید 170 مگاوات برق در سفر رئیس جمهور به استان یزد در اسفندماه سال 94 افتتاح شد.
این پست در دو خط اصلی و ذخیره با خط انتقال 12 کیلومتر احداث شده است که می‌تواند پاسخگوی برق یک استان باشد اما با توجه به نیاز صنایع فولادی به برق به عنوان یک زیرساخت اصلی، این پست با سرمایه‌گذاری مجتمع فولاد بافق ویژه این مجتمع احداث شده است.
این پروژه برق رسانی در مجموع کار برق رسانی به فولادسازی، دو خط نورد، ذوب و ریخته‌گری و گندله‌سازی در مجموعه فولاد بافق را بر عهده دارد و اکنون زیرساخت برق این مجتمع کامل است.
رکورد احداث خط 400 کیلوولت به لحاظ زمانی در این پروژه زده شد، این پروژه در مدت زمان هفت ماه احداث شد و در مدار بهره‌برداری قرار گرفت.